# Carlo Rivalta

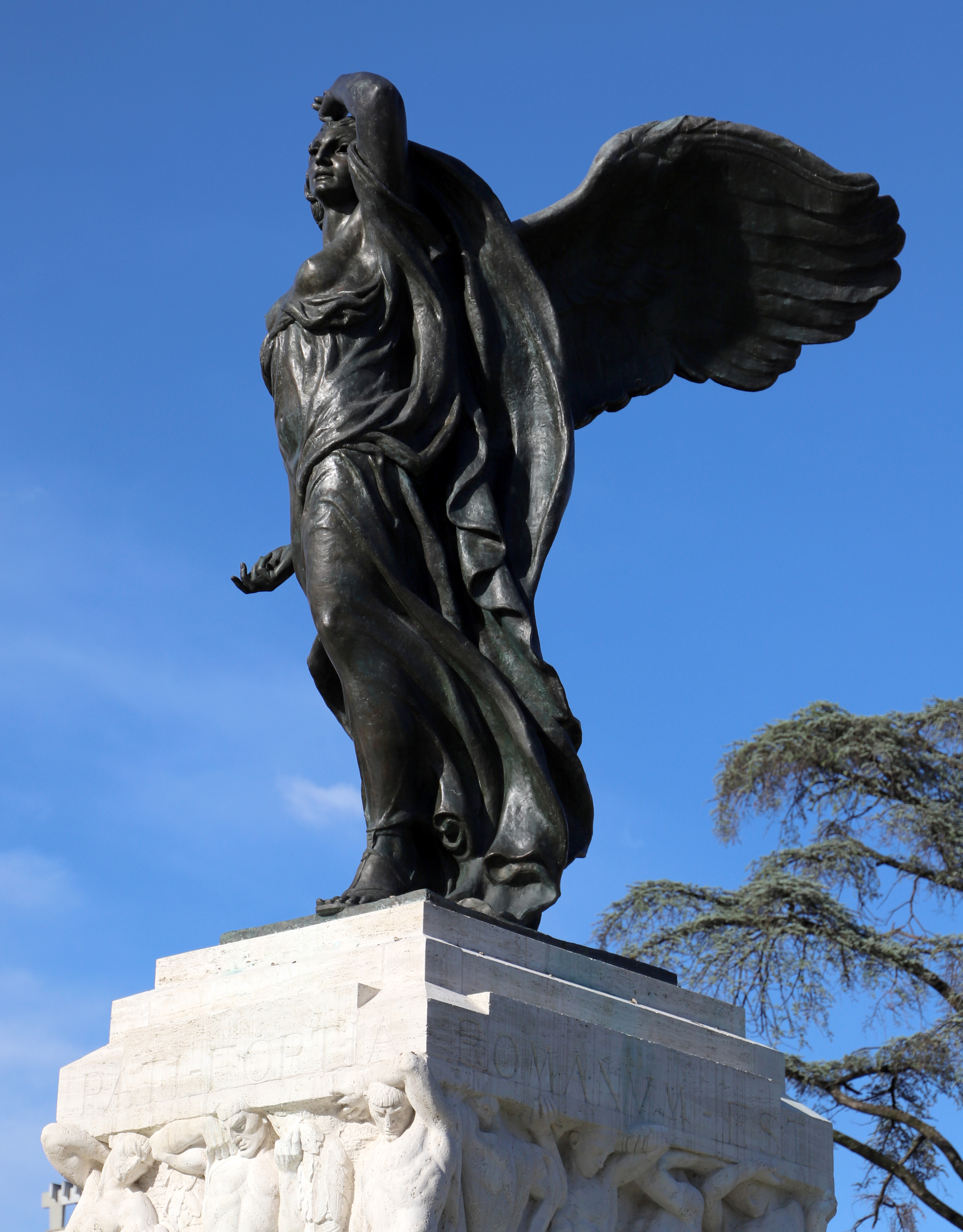
Monumento in piazza della Vittoria di Empoli

Carlo Rivalta (Firenze, 1887 – Firenze, 12 gennaio 1941) è stato uno scultore italiano.

## Biografia
Fu allievo e seguace del padre Augusto (Alessandria 1837 - Firenze 1925), scultore verista cresciuto alla scuola del senese Giovanni Duprè e che aveva insegnato all'Accademia di belle arti di Firenze. Carlo Rivalta è noto per i ritratti, a forte connotazione realistica.
Ha esposto alla Biennale di Venezia e, alla III Quadriennale di Roma nel 1939, ha inviato una Maternità. Accademico Onorario dell'Accademia delle Arti e del Disegno di Firenze nel 1913, ne diventò Accademico nel 1939. Fu docente di Scultura e poi direttore dell'Accademia di belle arti di Firenze.

## Opere

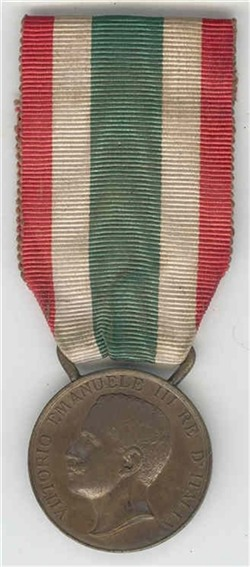
Medaglia dell'Unità d'Italia 1848-1918

- Vittoria alata in bronzo per il Monumento ai caduti a Empoli, inaugurato nel 1925. La materia prima fu tratta da cannoni, abbandonati sul campo da militari austriaci e l'opera venne realizzata a Firenze, dalla fonderia di Alessandro Biagiotti. La base de monumento, in pietra senese, fu scolpita da Dario Manetti, la progettazione complessiva di Oreste Andreini.
- Medaglia di bronzo, commemorativa 1848-1918, per il compimento dell’Unità d’Italia.
- Medaglia in bronzo, commemorativa della 321 Legione CC.NN. dei Fasci Italiani all'Estero.
- Ragazzo, bronzo, cm 64x84.
- Ritratto del pittore Felice Carena, bronzo, 1936, cm 40x30 (Piacenza, Galleria d'arte moderna Ricci Oddi).
- Ritratto dello scultore Antonio Bortone, bronzo.